# Siarhei Rutenka
Siarhei Rutenka [sʲʌrˈɦej ruˈtɛnkə] (belarussisch Сяргей Аляксеевіч Рутэнка / Sjarhej Aljaksejewitsch Rutenka; * 29. August 1981 in Minsk, Belarussische SSR, UdSSR) ist ein ehemaliger belarussischer Handballspieler, der zusätzlich slowenischer und spanischer Staatsbürger ist und Slowenien in 56 Spielen repräsentierte. Seit 2023 ist er Mitglied der Hall of Fame der Europäischen Handballföderation.

## Spielposition
Rutenka, der zuletzt für den belarussischen Club SKA Minsk spielte und in der belarussischen Nationalmannschaft auflief, wurde meist im linken Rückraum eingesetzt, konnte aber auch auf Rückraum Mitte und am Kreis spielen.

## Sportkarriere

### Verein

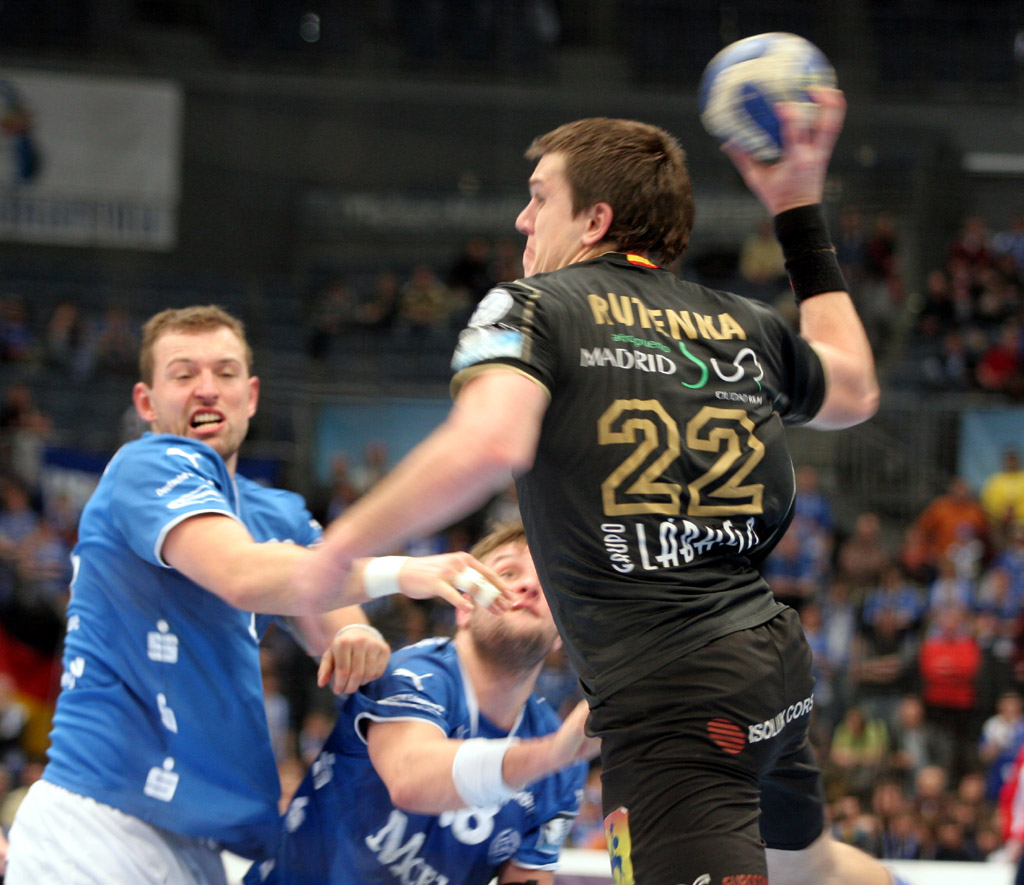
Siarhei Rutenka in einem Champions-League-Spiel gegen den VfL Gummersbach

Siarhei Rutenka begann mit dem Handballspiel in seiner Heimatstadt bei Arkatron Minsk. Früh wechselte er zu RK Velenje in die slowenische Liga und bestritt dort seine ersten Ligaspiele. 2001 schloss er sich dem slowenischen Serienmeister RK Celje an, mit dem er 2000/01, 2001/02, 2002/03, 2003/04 und 2004/05 die slowenische Meisterschaft, 2001/02, 2002/03 und 2003/04 den slowenischen Pokal, 2003/04 die EHF Champions League und 2004 die EHF-Vereins-EM gewann.
Mit diesen Empfehlungen sowie einem Schnitt von ca. 7 Toren/Spiel wechselte er 2005 in die spanische Liga ASOBAL zu BM Ciudad Real. Hier gewann er 2006/07, 2007/08 und 2008/09 die spanische Meisterschaft, 2005/06, 2006/07 und 2007/08 die Copa ASOBAL, 2005/06, 2007/08 und 2008/09 die EHF Champions League sowie 2005/06 und 2006/07 die EHF-Vereins-EM. In der Saison 2006/07 war Rutenka stets von Verletzungen gebeutelt, so dass BM Ciudad Real zeitweise vorhatte, auf seiner Position einen weiteren Spieler zu verpflichten. Im Sommer 2009 verließ er schließlich Ciudad Real und spielte anschließend für den Ligarivalen FC Barcelona. Mit Barcelona gewann er 2010/11, 2011/12, 2012/13, 2013/14 und 2014/15 die Meisterschaft, sowie 2010/11 und 2014/15 die EHF Champions League. 
Wie Nikola Karabatić, José Javier Hombrados, Michail Iwanowitsch Jakimowitsch und Mateo Garralda hat er mit drei verschiedenen Vereinen die EHF Champions League gewonnen. 2013/14 gewann er den Super Globe, die Supercopa Asobal, die Copa ASOBAL und die Copa del Rey de Balonmano. In der EHF Champions League 2013/14 erreichte er das Final Four. Ende September 2015 verließ er Barcelona. Daraufhin schloss er sich dem katarischen Verein Lekhwiya an. Diesen verließ er aber wieder nach nur zwei Monaten und war anschließend vereinslos. Ab Februar 2016 stand er bis zum Saisonende 2015/16 beim belarussischen Erstligisten SKA Minsk unter Vertrag. Im Dezember 2016 trainierte Rutenka nochmals beim katarischen Verein Al Quiada, jedoch kam es zu keinem Vertragsschluss. Im Januar 2017 gab Rutenka sein Karriereende bekannt.

### Nationalmannschaft
Siarhei Rutenka hatte für die belarussische Nationalmannschaft bereits einige Länderspiele bestritten. 2004 nahm er die slowenische Staatsbürgerschaft an und bestritt 56 Länderspiele für die slowenische Nationalmannschaft. Er nahm an den Olympischen Spielen 2004 und an der Weltmeisterschaft 2005 teil, wo er viertbester Torschütze wurde. Bei der Europameisterschaft 2006 wurde er Torschützenkönig, während sein Team nur auf Rang 8 landete. Obwohl sich Rutenka bei der Vereins-EM 2006/07 in Köln einen Muskelfaserriss im linken Oberschenkel zugezogen hatte, bekamen ihn die Ärzte noch bis zur Handball-Weltmeisterschaft 2007 in Deutschland wieder fit. Allerdings tauchte er völlig ab und belegte mit Slowenien nur einen enttäuschenden 10. Platz.
Im Januar 2008 erhielt Rutenka die spanische Staatsbürgerschaft. Aus diesem Grund hielt sich Rutenka zuletzt vom slowenischen Nationalteam fern und nahm auch nicht an der Handball-Europameisterschaft 2008 in Norwegen teil. 
Seit Oktober 2010 besitzt er wieder die belarussische Staatsbürgerschaft. Mit Belarus nahm er an der Weltmeisterschaft 2013 und der Europameisterschaft 2014 teil.

## Privates
Sein jüngerer Bruder Dsjanis (* 1986) war ebenfalls belarussischer Handballnationalspieler.